# 497년

## 연호
- 남제(南齊) 건무(建武) 4년
- 북위(北魏) 태화(太和) 21년

## 기년
- 남제(南齊) 명제(明帝) 4년
- 북위(北魏) 효문제(孝文帝) 27년
- 신라(新羅) 소지 마립간(炤知麻立干) 19년
- 고구려(高句麗) 문자명왕(文咨明王) 7년
- 백제(百濟) 동성왕(東城王) 19년